# Corrales del Vino
Corrales del Vino è un comune spagnolo di 1 097 abitanti situato nella comunità autonoma di Castiglia e León.